# Euphorbia deltoidea subsp. pinetorum
Euphorbia deltoidea subsp. pinetorum es una especie fanerógama perteneciente a la familia de las euforbiáceas.

## Descripción
Es una planta suculenta ramificada con hojas alargadas.

## Distribución geográfica
Es endémica de Florida en los Estados Unidos.

## Taxonomía
Euphorbia deltoidea subsp. pinetorum fue descrita por (Small) Oudejans y publicado en World Catalogue of Species names published in the Tribe Euphorbieae (Euphorbiaceae) with Their Geographical Distribution. Cumulative Supplement, 1 1: 11. 1993.
Etimología
Euphorbia: nombre genérico que deriva del médico griego del rey Juba II de Mauritania (52 a 50 a. C. - 23), Euphorbus, en su honor – o en alusión a su gran vientre –  ya que usaba médicamente Euphorbia resinifera. En 1753 Carlos Linneo asignó el nombre a todo el género.
pinetorum: 
Sinonimia
- Chamaesyce pinetorum Small (1905).
- Euphorbia pinetorum G.L.Webster (1967).
- Euphorbia smallii Oudejans (1989).
- Chamaesyce deltoidea subsp. pinetorum (Small) A.Herndon (1993).[4]